# Peter Villemoes Andersen
Peter Villemoes Andersen (Højby, 1884. április 9. – Egebjerg, 1956. szeptember 25.) olimpiai ezüstérmes dán tornász.
Az 1912. évi nyári olimpiai játékokon indult tornában és a svéd rendszerű csapat összetettben ezüstérmes lett.
Klubcsapata a Skytterforeningernes Hold volt.